# Dink Templeton
Robert Lyman "Dink " Templeton  (Helena, Montana, 27 de maig de 1897 - Palo Alto, Califòrnia, 7 d'agost de 1962) va ser un atleta, jugador de rugbi a 15, de futbol americà i entrenador d'atletisme estatunidenc.
Va estudiar a la Universitat Stanford, on va jugar en equips de futbol americà i rugbi. El 1920 va ser seleccionat per jugar amb la selecció dels Estats Units de rugbi a 15 que va prendre part en els Jocs Olímpics d'Anvers, on guanyà la medalla d'or. En aquests mateixos Jocs va disputar la prova del salt de llargada del programa d'atletisme. Finalitzà en quarta posició, a 13 cm d'Erik Abrahamsson, medalla de bronze.
El 1922 va tornar a Stanford com a entrenador d'atletisme, posició que va ocupar fins a 1939. Durant la seva estada com a entrenador, Stanford va guanyar el campionat d'atletisme a l'aire lliure de la NCAA el 1925, 1928 i 1934, i els atletes de Stanford van guanyar 19 títols individuals. Va destacar per realitzar entrenaments intensius, una pràctica poc freqüent en aquell moment. Més tard es va entrenar l'Olympic Club de San Francisco.
Templeton també va exercir de periodista. Per la seva tasca com a entrenador va ingressar al USA Track & Field Hall of Fame el 1976, alhora que també forma part del Stanford Athletic Hall of Fame en reconeixement de la seva tasca com a entrenador i com a jugador de futbol.

## Millors marques
- salt de llargada. 7,09 m (1920)[3]
- salt d'alçada. 1m 935 cm (1920)[3]